# Żabbar
Żabbar (officiële naam Ħaż-Żabbar; ook wel Città Hompesch genoemd) is een stad en gemeente op het eiland Malta. Met een inwoneraantal van 14.694 (november 2005) is het de op vier na grootste stad van het land.
De stad vormde ooit een deel van de stad Żejtun, maar ontving haar eigen stadsrechten van Ferdinand von Hompesch zu Bolheim, de laatste Grootmeester van de Ridders van Sint Jan van Jeruzalem. Dit gebeurde door het toekennen van de naam Città Hompesch.
De eigenlijke naam van de stad, Żabbar, komt af van het Maltese woord "niżbor" of "żbir", dat snoeien betekent. In de omgeving van de stad woonden in de middeleeuwen veel families die de kost verdienden met het snoeien van bomen. Ook bestaat de mogelijkheid dat de stadsnaam afkomstig is van de achternaam van een invloedrijke familie die in deze omgeving woonde.
De kerk van de stad is gewijd aan Madonna tal-Grazzja, oftewel Maria, die tevens geldt als de beschermheilige van Żabbar. In het kerkmuseum is een groot aantal schilderijen en artefacten te vinden van Maria, waarvan de meeste op de een of andere manier de tekst "VFGA" bevatten. Dit is de afkorting van de Latijnse uitdrukking "Votum Fecit, Gratiam Accipit" (gratie is gevraagd en gekregen).
De jaarlijkse festa wordt gevierd ter ere van beschermheilige Maria. Dit dorpsfeest vindt plaats op de eerste zondag na 8 september. Het bijzondere aan deze festa is dat er tevens een pelgrimage plaatsvindt per motorfiets vanuit Mosta en Rabat

## Demografie
Door het sterk stijgende inwoneraantal (welk al ruim is verdubbeld in de afgelopen twee decennia) zijn grote veranderingen merkbaar. Zo is Xgħajra, waar 30 jaar geleden nog maar 150 mensen woonden, nu al de woonplaats van ruim 1.200 personen en is het tevens een zelfstandige gemeente. Ook Marsaskala vormde ooit een onderdeel van Żabbar en is nu zelfstandig geworden.

## Bewoners
- Agatha Barbara (1923-2002), politica